# دينيس فرانز
دينيس فرانز (بالإنجليزية: Dennis Franz)‏ مواليد 28 أكتوبر 1944 في مايوود، الولايات المتحدة، هو ممثل أمريكي بدأ مسيرته الفنية سنة 1978. هو من الفائزين بجائزة إيمي وجائزة غولدن غلوب. فاز بجائزة غولدن غلوب لأفضل ممثل دراما. امتدت مسيرته الفنية لأكثر من 27 عاما.

## الأعمال

### أفلام
- يرتدي ليقتل (1980)
- الوجه ذو الندبة (1983)
- قطار منفلت (1985)
- موت قاسي 2 (1990)
- سيتي أوف آنجيلز (1998)

### مسلسلات
- سيمون وسيمون (1985) (بدور: فرانك ماهوني)
- هانتر (1985)
- ماتلوك (1989)
- إن واي بي دي بلو (1993)
- عائلة سيمبسون (1994)

## روابط خارجية
- دينيس فرانز على موقع IMDb (الإنجليزية)
- دينيس فرانز على موقع الموسوعة البريطانية (الإنجليزية)
- دينيس فرانز على موقع روتن توميتوز (الإنجليزية)
- دينيس فرانز على موقع ألو سيني (الفرنسية)
- دينيس فرانز على موقع أول موفي (الإنجليزية)
- دينيس فرانز على موقع قاعدة بيانات الأفلام السويدية (السويدية)
- دينيس فرانز على موقع إن إن دي بي (الإنجليزية)
- دينيس فرانز على موقع ديسكوغز (الإنجليزية)
- دينيس فرانز على موقع قاعدة بيانات الفيلم (الإنجليزية)
- دينيس فرانز على موقع كينوبويسك (الروسية)